# 미래경찰 X
미래경찰 X(未來警察)는 2010년 개봉한 SF 액션 영화이다.

## 줄거리
2080년 미래,
인류의 미래가 달린 에너지원을 둘러싼 목숨을 건 임무!
2080년 미래의 어느 도시, 경찰인 저우즈하오(유덕화)와 그의 아내는 미래 세계의 에너지 혁신을 이끈 과학자를 보호하는 임무에 투입된다. 그러나 기존 에너지 보유 세력이 급파한 사이보그로부터 과학자는 위험에 처하게 되고 결국, 과학자를 수행하던 중 아내가 그들에게 목숨을 잃는다. 이때 슬픔에 빠진 저우즈하오에게 2020년 과거로 가서 아직 소년인 과학자를 지키라는 새로운 임무가 주어지는데...
2020년, 딸과 함께 과거로 돌아간 저우즈하오. 그러나 신분을 숨긴 채 어린 미래 과학자를 찾던 중 딸이 납치를 당한다. 이때 미래에서 온 사이보그의 추격이 계속되고 임무를 완수하지 못하고 미래로 돌아갈 시기가 임박해 오는데 ... 과연 그는 딸과 미래 에너지 과학자를 구하고 인류의 미래를 지켜낼 수 있을까?

## 출연

### 주연
- 유덕화
- 서희원
- 서교
- 판빙빙

### 조연
- 증지위
- 오종헌
- 하군상
- 탕이페이
- 멍야오
- 나가영
- 초검
- 번소황
- 곽품초
- 이건인
- 장려
- 석운붕
- 마정무

## 기타
- 무술연출: 정소동